# Zinaïda Aksèntieva
Zinaïda Mikolàivna Aksèntieva (en ucraïnès: Зінаїда Миколаївна Аксентьєва, en rus: Зинаида Николаевна Аксентьева, Zinaïda Nikolàievna Akséntieva) (25 de juliol de 1900, Odessa – 8 d'abril de 1969, Poltava) fou una astrònoma i geofísica soviètica.

## Biografia
El 1924 va obtenir la llicenciatura en física per la Universitat de Odessa i va treballar a l'Observatori gravimètric de Poltava Arxivat 2011-01-05 a Wayback Machine., després de la seva creació el 1926 amb activitats d'observadora de càlcul, investigadora principal, cap de servei, directora adjunta de recerques, des del 1951 fins al seu decés. Del 1929 al 1938, amb el personal de l'observatori, va compilar les cartes gravimètriques d'Ucraïna i va fer l'enllaç amb la xarxa de gravimetria d'Europa. De 1930 a 1941, va estudiar l'ús d'un sistema de mesurament amb el pèndol horitzontal Repsold-Levitsky. Durant la Segona Guerra Mundial, va ser evacuada a Irkutsk, i va estudiar les marees sobre el llac Baikal. Sota la seva direcció, l'Observatori gravimètric de Poltava va ser de les més importants institucions universitàries per estudiar la rotació de la Terra. Des de 1953, l'observatori pot calcular ràpidament les coordenades del centre de la Terra.

## Honors
- 1960: treballadora d'Honor de Ciències de l'URSS.
- 1951: va ser triada membre corresponent de l'Acadèmia Nacional de Ciències d'Ucraïna.

### Eponimia
El cràter venusí Aksentyeva es va nomenar en el seu honor.